# Hiroyuki Iwaki
Hiroyuki Iwaki, (AO) (jap. 岩城宏之 Iwaki Hiroyuki; ur. 6 września 1932 w Tokio, zm. 13 czerwca 2006 w Tokio) – japoński dyrygent i perkusista.
W latach 1950–1954 studiował na Wydziale Muzyki Tokijskiego Uniwersytetu Sztuki. Od 1954 był kierownikiem chóru Filharmonii Tokijskiej i asystentem dyrygenta Orkiestry Symfonicznej NHK, nad którą w 1969 objął dyrekcję. W 1974 został dyrektorem Melbourne Symphony Orchestra. 
Renomę światowej klasy dyrygenta zyskał zwłaszcza jako wykonawca repertuaru współczesnego. 
W 1987 roku otrzymał Suntory Music Award, najwyższą nagrodę muzyczną w rodzimej Japonii. Artysta został też uhonorowany Orderem Australii (AO) za zasługi dla australijskiego życia muzycznego. Został laureatem Nagrody Asahi za 2005 rok.